# František Bass
František (Franta) Bass (Brno, 4 settembre 1930 – Campo di concentramento di Auschwitz, 28 ottobre 1944) è stato un poeta cecoslovacco di religione ebraica, vittima dell'Olocausto. Fu giovane collaboratore del settimanale Vedem nel Campo di concentramento di Theresienstadt (Terezín) visse prigioniero durante la seconda guerra mondiale prima di trovare la morte ad Auschwitz.

## Biografia
František Bass nacque a Brno in Cecoslovacchia nel 1930. A undici anni fu deportato nel Campo di concentramento di Theresienstadt (Terezín), con il convoglio n. 149, il 12 febbraio 1941. Le condizioni nella città-ghetto erano orrende per il sovraffollamento, le malattie, la scarsezza di cibo, e soprattutto l'incubo costante delle deportazioni "a est", da cui non vi era ritorno. Le autorità di autogoverno ebraico e un gruppo di valenti educatori prigionieri nel campo cercarono di fare il possibile per i tantissimi bambini presenti. Ai bambini di Terezín era impedito di andare a scuola ma per loro si organizzarono corsi di cultura, letteratura e musica.
A Terezín Bass collaborò con il settimanale Vedem fondato e diretto dal coetaneo Petr Ginz. Assieme a Hanuš Hachenburg, Bass si segnalò per la sua vena poetica. Tra le sue poesie più note sono Sono un Ebreo e Il giardino.
Alla fine anche František Bass venne deportato, come la maggior parte dei suoi coetanei, ad Auschwitz, con il convoglio n.76, l'ultimo a giungere da Terezin al campo di sterminio. All'arrivo morì ucciso nelle camere a gas il 28 ottobre 1944, come già era avvenuto a Hanuš Hachenburg e Petr Ginz. Bass aveva da poco compiuti i 14 anni.

## La memoria
Circa 700 pagine del settimanale Vedem sono sopravvissute e con esse molte delle poesie di Bass, oggi esposte nelle collezioni del Museo Ebraico di Praga. Le poesie di Brass sono oggetto di studio e pubblicati in volumi e antologie in lingua ceca o al livello internazionale in traduzione.